# Como abrazao a un rencor
Como abrazao a un rencor es un tango cuya letra pertenece a Antonio Miguel Podestá en tanto que la música es de Rafael Rossi, que se estrenó en 1930 en Montevideo, Uruguay.

## Los autores
Antonio Miguel Podestá (1908, Buenos Aires, Argentina - 1949), ídem), conocido como el gauchito Podestá, un periodista que trabajó en el diario La Razón y después fue secretario de redacción de Última Hora. Utilizaba con frecuencia el seudónimo de Diego Carlos Herrera y publicó en 1942 el libro de poemas En voz baja. De su autoría quedaron en el recuerdo las letras de dos tangos, Como abrasao a un rencor y Manón, grabado en 1933 por Alberto Gómez.
Rafael Rossi (Mercedes Argentina, 28 de diciembre de 1896 - Buenos Aires, ídem, 24 de diciembre de 1982 fue un bandoneonista, director de orquesta y compositor dedicado a la música folklórica y al tango.

## Historia del tango
SegúnFrancisco  García Jiménez, Rossi frecuentaba en 1931 las tertulias a las que concurrían redactores del diario vespertino Última Hora después del cierre de la edición, incluido Antonio Miguel Podestá, que una noche le entregó a Rossi unos versos que comenzaban “Esta noche, para siempre, terminaron mis hazañas;/ un chamuyo misterioso me acorrala el corazón./ Alguien chaira en los rincones el rigor de una guadaña/ y anda un ‘algo’ cerca el catre olfateándome el cajón…” para que los considerara. Rafael Rossi los musicalizó, le hizo una  segunda parte musical complementaria y Podestá completó la letra que incluía la frase de la que derivó el título: “Yo quiero morir conmigo,/ sin confesión y sin Dios,/ crucificado en mis penas/ como abrazao a un rencor…”. El editor Natalio Pirovano imprimió la partitura pero nadie la compraba. Hasta que Carlos Gardel la estrenó en Montevideo y después la cantó por Radio América de Buenos Aires y la difusión fue inmediata: Pirovano hizo tres nuevas ediciones consecutivas. Francisco Canaro lo grabó con Charlo como estribillista para Odeón el 30 de diciembre de 1930 y Gardel la grabó dos veces para la misma discográfica: en París con acompañamiento de guitarras el 26 de mayo de 1931 y en Buenos Aires el 16 de septiembre de 1931. Más adelante la registraron, entre otros, Francisco Lomuto con la voz de Fernando Díaz para RCA Victor en 1941; Astor Piazzolla con el cantor Aldo Campoamor para Odeón en 1947; César Baliñas con la voz de Lino Armellini en Uruguay, para la discográfica Sandor en 1948; Horacio Salgán con la voz de Ángel Díaz en junio de 1950, para RCA Victor; Edmundo Rivero acompañado por guitarras en Philips en 1967 y Armando Pontier con la voz de Rubén Juárezen noviembre de 1973 para Odeón. También lo grabaron Roberto Goyeneche acompañado por la orquesta de Néstor Marconi en 1989 y Adriana Varela.

## Comentarios
Un aspecto de la letra motivó controversia. César Evaristo opinó que "“A los elementos tradicionales de las letras del tango (la mala vida, la traición amorosa, la invocación de la madre) el “gauchito” Podestá agregó una diferente: la actitud antirreligiosa” en tanto Eduardo Romano escribió que en este tango "la irreligiosidad que pareciera mostrar la letra, es más bien un recurso literario. El protagonista al expresarse no está haciendo una profesión de militancia antirreligiosa, solo quiere decir que no claudica ante su destino y que el rencor lo ayuda más que el consuelo a sobrellevar su amargura. Encuentra en el rencor la fuerza necesaria para morir".